# Калиновка (Карасуцький район)
Калиновка (рос. Калиновка) — село у Карасуцькому районі Новосибірської області Російської Федерації.
Входить до складу муніципального утворення Калиновська сільрада. Населення становить 701 особа (2010).

## Історія
Згідно із законом від 2 червня 2004 року органом місцевого самоврядування є Калиновська сільрада.

## Населення
| 2002 | 2007 | 2010 |
| ---- | ---- | ---- |
| 726  | ↗730 | ↘701 |